# N’zumbi
N’zumbi ist ein kleiner Ort im Distrikt Caué auf der Insel São Tomé im Inselstaat São Tomé und Príncipe.

## Geographie
Der Ort liegt etwas landeinwärts von der Südküste von São Tomé oberhalb von Monte Mário (São Tomé), ca. 4 km nördlich von Porto Alegre. Der Ort liegt auf dem Bergrücken in ca. 264 m Höhe.